# جون سولومون
جون سولومون هو سياسي كندي، ولد في 23 مايو 1950 في كندا. حزبياً، نشط في Saskatchewan New Democratic Party ‏. وقد انتخب عضو المجلس التشريعي من ساسكاتشوان وانتخب عضو مجلس العموم الكندي.